# 野洲市

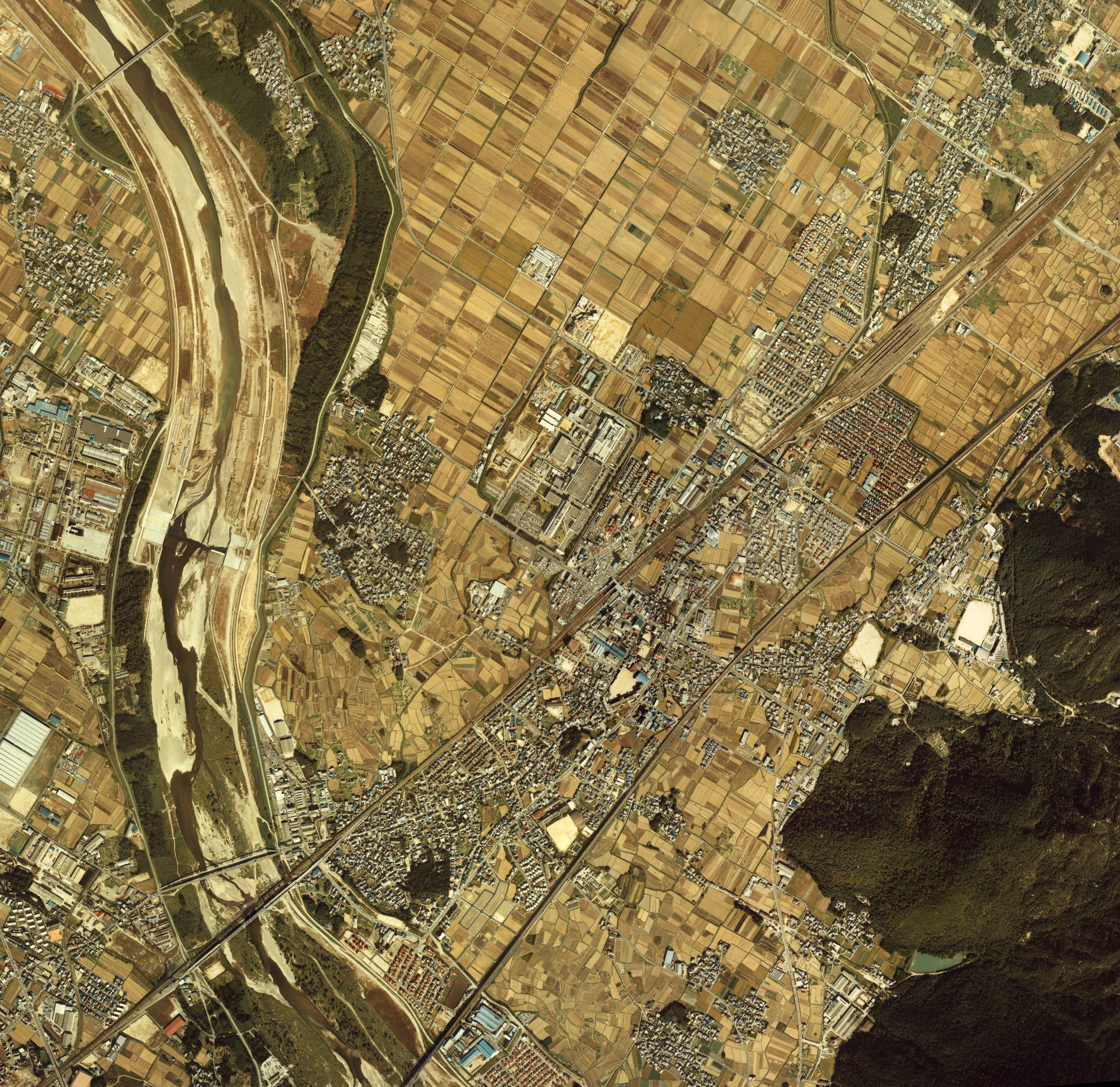
野洲市中心部周辺の空中写真。1982年撮影の8枚を合成作成。。

野洲市（やすし）は、滋賀県南部にある市。琵琶湖の南岸に位置する。

## 概要
三上山のふもとに位置し、滋賀県内の河川最長である野洲川（名称：近江太郎）が流れる自然豊かな野洲市。市名は旧郡名｢野洲郡｣から。｢ヤス｣は、沖積平野を意味する古代の自然地名が市名由来とする説もある。
標高432メートルの三上山は、紫式部が「打ち出でて　三上の山を　詠れば　雪こそなけれ　富士のあけぼの」と詠むように、近江富士という愛称でも知られ、古くから親しまれている。藤原秀郷（俵藤太）による大ムカデ退治伝説が残ることから「ムカデ山」の異名も持つ。『古事記』や『延喜式』にも記述が残り、和歌にも詠まれた由緒ある山であり、松尾芭蕉も、「三上山のみ夏知れる姿かな」と詠んでいる。
山麓に鎮座する御上神社は、三上山を神体山として祀っている。社伝では、孝霊天皇6年6月18日に天之御影命が三上山の山頂に降臨し、それを御上祝（神主）が三上山を神体（神奈備）として祀ったのに始まると伝える。明治から昭和にかけての発掘調査では三上山ふもとの大岩山から24個の銅鐸が発見されており、三上山周辺では古来から祭祀が行われていたと考えられている。
ふもとの、近江富士花緑公園にはハイキングコースや、芝生広場、四季折々の花々が咲き乱れる植物園、宿泊施設を備えたふるさと館、木工体験ができるウッディルームなど、自然が感じられる施設がある。
また、滋賀県最大級の公園である滋賀県希望が丘文化公園には運動のできる陸上競技場や、球技場、野球場、テニスコートなどの施設がある他、子どもがのびのびと遊べるフィールドアスレチックや、お年寄りも楽しめるグラウンド・ゴルフ場など、子どもからお年寄りまで幅広い年代に利用されている。
野洲市は、琵琶湖に面しており、琵琶湖を眺めながらキャンプできるマイアミ浜オートキャンプ場や、かねふくが運営する明太子のテーマパーク「めんたいパークびわ湖」などの観光地がある。沿線を近江鉄道バスが走っており、駅からのアクセスも良く、守山市や、近江八幡市からのアクセスも良い。
市内では中山道、朝鮮人街道などの古道が通っており、宿場町間の往来や、日本人と朝鮮人との交流など、東西交通の要衝として栄えた。また、JR西日本の網干総合車両所宮原支所野洲派出所があり、多くの普通、新快速の各列車や特急の一部列車が野洲駅を始発・終着駅として運行している。大阪まで約60分、京都まで約30分という利便性の良さが特徴で、京阪神地区への通勤客も多い。近年、国道8号沿いには、多くの工場、拠点の進出と、ファストフード店、ラーメン屋などの飲食店も多く存在する。また、野洲駅前を中心にマンション建設がされるなど、発展を遂げている。
現存する最大の銅鐸が野洲市大岩山から発見されており、「銅鐸のまち」としても広く知られている。弥生の森歴史公園内には、野洲市歴史民俗博物館（銅鐸博物館）もあり、様々な銅鐸や、野洲の歴史、民俗について知ることができる。

## 地理
西は守山市、栗東市、南は湖南市、東は近江八幡市、竜王町に接し、東西10.9 km、南北18.3 kmに広がり、面積は80.14 km2ある。

### 地形

#### 河川
- 野洲川

#### 湖沼
- 琵琶湖

#### 山岳
- 三上山（近江富士）

### 隣接自治体
滋賀県
- 近江八幡市
- 守山市
- 栗東市
- 湖南市
- 蒲生郡竜王町

## 歴史
- 2004年（平成16年）10月1日 - 野洲郡中主町・野洲町が合併して発足。同時に市章を制定[1]。これにより、野洲郡は消滅。

| 明治以前   | 明治以前 | 明治初年 - 明治7年 | 明治8年 - 明治22年     | 明治22年 4月1日 町村制施行 | 明治22年 - 大正15年          | 昭和元年 - 昭和20年    | 昭和21年 - 昭和40年         | 昭和41年 - 昭和64年 | 平成元年 - 現在        | 現在   |
| ---------- | -------- | ------------------ | ---------------------- | -------------------------- | ---------------------------- | ---------------------- | --------------------------- | ------------------- | ---------------------- | ------ |
| 川田村     | 一部     | 川田村             | 川田村                 | 野洲村                     | 明治44年10月17日 町制 野洲町 | 昭和17年5月20日 野洲町 | 昭和30年4月1日 野洲町       | 野洲町              | 平成16年10月1日 野洲市 | 野洲市 |
| 野洲村     | 野洲村   | 野洲村             | 野洲村                 | 野洲村                     | 明治44年10月17日 町制 野洲町 | 昭和17年5月20日 野洲町 | 昭和30年4月1日 野洲町       | 野洲町              | 平成16年10月1日 野洲市 | 野洲市 |
| 市三宅村   | 市三宅村 | 市三宅村           | 市三宅村               | 野洲村                     | 明治44年10月17日 町制 野洲町 | 昭和17年5月20日 野洲町 | 昭和30年4月1日 野洲町       | 野洲町              | 平成16年10月1日 野洲市 | 野洲市 |
| 中畑村     | 中畑村   | 中畑村             | 明治12年 行畑村        | 野洲村                     | 明治44年10月17日 町制 野洲町 | 昭和17年5月20日 野洲町 | 昭和30年4月1日 野洲町       | 野洲町              | 平成16年10月1日 野洲市 | 野洲市 |
| 行合村     | 行合村   | 行合村             | 明治12年 行畑村        | 野洲村                     | 明治44年10月17日 町制 野洲町 | 昭和17年5月20日 野洲町 | 昭和30年4月1日 野洲町       | 野洲町              | 平成16年10月1日 野洲市 | 野洲市 |
| 小篠原村   | 小篠原村 | 明治7年 小篠原村   | 小篠原村               | 野洲村                     | 明治44年10月17日 町制 野洲町 | 昭和17年5月20日 野洲町 | 昭和30年4月1日 野洲町       | 野洲町              | 平成16年10月1日 野洲市 | 野洲市 |
| 山脇村     |          | 明治7年 小篠原村   | 小篠原村               | 野洲村                     | 明治44年10月17日 町制 野洲町 | 昭和17年5月20日 野洲町 | 昭和30年4月1日 野洲町       | 野洲町              | 平成16年10月1日 野洲市 | 野洲市 |
| 桜生村     |          | 明治7年 小篠原村   | 小篠原村               | 野洲村                     | 明治44年10月17日 町制 野洲町 | 昭和17年5月20日 野洲町 | 昭和30年4月1日 野洲町       | 野洲町              | 平成16年10月1日 野洲市 | 野洲市 |
| 久野部村   | 久野部村 | 久野部村           | 久野部村               | 野洲村                     | 明治44年10月17日 町制 野洲町 | 昭和17年5月20日 野洲町 | 昭和30年4月1日 野洲町       | 野洲町              | 平成16年10月1日 野洲市 | 野洲市 |
| 三上村     | 三上村   | 三上村             | 三上村                 | 三上村                     | 三上村                       | 昭和17年5月20日 野洲町 | 昭和30年4月1日 野洲町       | 野洲町              | 平成16年10月1日 野洲市 | 野洲市 |
| 妙光寺村   | 妙光寺村 | 妙光寺村           | 妙光寺村               | 三上村                     | 三上村                       | 昭和17年5月20日 野洲町 | 昭和30年4月1日 野洲町       | 野洲町              | 平成16年10月1日 野洲市 | 野洲市 |
| 南桜村     | 南桜村   | 南桜村             | 南桜村                 | 三上村                     | 三上村                       | 昭和17年5月20日 野洲町 | 昭和30年4月1日 野洲町       | 野洲町              | 平成16年10月1日 野洲市 | 野洲市 |
| 北桜村     | 北桜村   | 北桜村             | 北桜村                 | 三上村                     | 三上村                       | 昭和17年5月20日 野洲町 | 昭和30年4月1日 野洲町       | 野洲町              | 平成16年10月1日 野洲市 | 野洲市 |
| 永原村     | 永原村   | 永原村             | 永原村                 | 義王村                     | 明治27年8月22日 改称 祇王村  | 祇王村                 | 昭和30年4月1日 野洲町       | 野洲町              | 平成16年10月1日 野洲市 | 野洲市 |
| 中北村     | 中北村   | 中北村             | 中北村                 | 義王村                     | 明治27年8月22日 改称 祇王村  | 祇王村                 | 昭和30年4月1日 野洲町       | 野洲町              | 平成16年10月1日 野洲市 | 野洲市 |
| 上永原村   | 上永原村 | 明治7年 上屋村     | 上屋村                 | 義王村                     | 明治27年8月22日 改称 祇王村  | 祇王村                 | 昭和30年4月1日 野洲町       | 野洲町              | 平成16年10月1日 野洲市 | 野洲市 |
| 紺屋町村   |          | 明治7年 上屋村     | 上屋村                 | 義王村                     | 明治27年8月22日 改称 祇王村  | 祇王村                 | 昭和30年4月1日 野洲町       | 野洲町              | 平成16年10月1日 野洲市 | 野洲市 |
| 辻町村     | 辻町村   | 辻町村             | 辻町村                 | 義王村                     | 明治27年8月22日 改称 祇王村  | 祇王村                 | 昭和30年4月1日 野洲町       | 野洲町              | 平成16年10月1日 野洲市 | 野洲市 |
| 冨波沢村   | 冨波沢村 | 明治5年 冨波村     | 冨波村                 | 義王村                     | 明治27年8月22日 改称 祇王村  | 祇王村                 | 昭和30年4月1日 野洲町       | 野洲町              | 平成16年10月1日 野洲市 | 野洲市 |
| 冨波新田村 |          | 明治5年 冨波村     | 冨波村                 | 義王村                     | 明治27年8月22日 改称 祇王村  | 祇王村                 | 昭和30年4月1日 野洲町       | 野洲町              | 平成16年10月1日 野洲市 | 野洲市 |
| 五之里村   | 五之里村 | 五之里村           | 五之里村               | 義王村                     | 明治27年8月22日 改称 祇王村  | 祇王村                 | 昭和30年4月1日 野洲町       | 野洲町              | 平成16年10月1日 野洲市 | 野洲市 |
| 北村       | 北村     | 北村               | 北村                   | 義王村                     | 明治27年8月22日 改称 祇王村  | 祇王村                 | 昭和30年4月1日 野洲町       | 野洲町              | 平成16年10月1日 野洲市 | 野洲市 |
| 大篠原村   | 大篠原村 | 大篠原村           | 大篠原村               | 篠原村                     | 篠原村                       | 篠原村                 | 昭和30年4月1日 野洲町       | 野洲町              | 平成16年10月1日 野洲市 | 野洲市 |
| 小堤村     | 小堤村   | 小堤村             | 小堤村                 | 篠原村                     | 篠原村                       | 篠原村                 | 昭和30年4月1日 野洲町       | 野洲町              | 平成16年10月1日 野洲市 | 野洲市 |
| 入町村     | 入町村   | 入町村             | 入町村                 | 篠原村                     | 篠原村                       | 篠原村                 | 昭和30年4月1日 野洲町       | 野洲町              | 平成16年10月1日 野洲市 | 野洲市 |
| 長島村     | 長島村   | 長島村             | 長島村                 | 篠原村                     | 篠原村                       | 篠原村                 | 昭和30年4月1日 野洲町       | 野洲町              | 平成16年10月1日 野洲市 | 野洲市 |
| 高木村     | 高木村   | 高木村             | 高木村                 | 篠原村                     | 篠原村                       | 篠原村                 | 昭和30年4月1日 野洲町       | 野洲町              | 平成16年10月1日 野洲市 | 野洲市 |
| 小南村     | 小南村   | 小南村             | 小南村                 | 篠原村                     | 篠原村                       | 篠原村                 | 昭和30年4月1日 野洲町       | 野洲町              | 平成16年10月1日 野洲市 | 野洲市 |
| 五条村     | 五条村   | 五条村             | 五条村                 | 兵主村                     | 兵主村                       | 兵主村                 | 昭和30年4月1日 中主町       | 中主町              | 平成16年10月1日 野洲市 | 野洲市 |
| 野田村     | 野田村   | 明治7年 野田村     | 野田村                 | 兵主村                     | 兵主村                       | 兵主村                 | 昭和30年4月1日 中主町       | 中主町              | 平成16年10月1日 野洲市 | 野洲市 |
| 野田新田   |          | 明治7年 野田村     | 野田村                 | 兵主村                     | 兵主村                       | 兵主村                 | 昭和30年4月1日 中主町       | 中主町              | 平成16年10月1日 野洲市 | 野洲市 |
| 六条村     | 六条村   | 六条村             | 六条村                 | 兵主村                     | 兵主村                       | 兵主村                 | 昭和30年4月1日 中主町       | 中主町              | 平成16年10月1日 野洲市 | 野洲市 |
| 安治村     | 安治村   | 安治村             | 安治村                 | 兵主村                     | 兵主村                       | 兵主村                 | 昭和30年4月1日 中主町       | 中主町              | 平成16年10月1日 野洲市 | 野洲市 |
| 須原村     | 須原村   | 明治7年 須原村     | 須原村                 | 兵主村                     | 兵主村                       | 兵主村                 | 昭和30年4月1日 中主町       | 中主町              | 平成16年10月1日 野洲市 | 野洲市 |
| 須原新田   |          | 明治7年 須原村     | 須原村                 | 兵主村                     | 兵主村                       | 兵主村                 | 昭和30年4月1日 中主町       | 中主町              | 平成16年10月1日 野洲市 | 野洲市 |
| 堤村       | 堤村     | 堤村               | 堤村                   | 兵主村                     | 兵主村                       | 兵主村                 | 昭和30年4月1日 中主町       | 中主町              | 平成16年10月1日 野洲市 | 野洲市 |
| 井口村     | 井口村   | 井口村             | 井口村                 | 兵主村                     | 兵主村                       | 兵主村                 | 昭和30年4月1日 中主町       | 中主町              | 平成16年10月1日 野洲市 | 野洲市 |
| 西河原村   | 西河原村 | 西河原村           | 西河原村               | 中里村                     | 中里村                       | 中里村                 | 昭和30年4月1日 中主町       | 中主町              | 平成16年10月1日 野洲市 | 野洲市 |
| 比江村     | 比江村   | 比江村             | 比江村                 | 中里村                     | 中里村                       | 中里村                 | 昭和30年4月1日 中主町       | 中主町              | 平成16年10月1日 野洲市 | 野洲市 |
| 小比江村   | 一部     | 小比江村           | 小比江村               | 中里村                     | 中里村                       | 中里村                 | 昭和30年4月1日 中主町       | 中主町              | 平成16年10月1日 野洲市 | 野洲市 |
| 小比江村   | 一部     | 小比江村           | 明治16年 分立 北比江村 | 中里村                     | 中里村                       | 中里村                 | 昭和30年4月1日 中主町       | 中主町              | 平成16年10月1日 野洲市 | 野洲市 |
| 乙窪村     | 一部     | 乙窪村             | 明治16年 分立 北比江村 | 中里村                     | 中里村                       | 中里村                 | 昭和30年4月1日 中主町       | 中主町              | 平成16年10月1日 野洲市 | 野洲市 |
| 乙窪村     | 一部     | 乙窪村             | 乙窪村                 | 中里村                     | 中里村                       | 中里村                 | 昭和30年4月1日 中主町       | 中主町              | 平成16年10月1日 野洲市 | 野洲市 |
| 吉地村     | 吉地村   | 吉地村             | 吉地村                 | 中里村                     | 中里村                       | 中里村                 | 昭和30年4月1日 中主町       | 中主町              | 平成16年10月1日 野洲市 | 野洲市 |
| 比留田村   | 比留田村 | 比留田村           | 比留田村               | 中里村                     | 中里村                       | 中里村                 | 昭和30年4月1日 中主町       | 中主町              | 平成16年10月1日 野洲市 | 野洲市 |
| 木部村     | 木部村   | 木部村             | 木部村                 | 中里村                     | 中里村                       | 中里村                 | 昭和30年4月1日 中主町       | 中主町              | 平成16年10月1日 野洲市 | 野洲市 |
| 八夫村     | 八夫村   | 八夫村             | 八夫村                 | 中里村                     | 中里村                       | 中里村                 | 昭和30年4月1日 中主町       | 中主町              | 平成16年10月1日 野洲市 | 野洲市 |
| 虫生村     | 虫生村   | 虫生村             | 虫生村                 | 中里村                     | 中里村                       | 中里村                 | 昭和30年4月1日 中主町       | 中主町              | 平成16年10月1日 野洲市 | 野洲市 |
| 吉川村     | 吉川村   | 明治7年 吉川村     | 吉川村                 | 中洲村 の一部              | 中洲村の一部                 | 中洲村の一部           | 昭和32年3月1日 中主町に編入 | 中主町              | 平成16年10月1日 野洲市 | 野洲市 |
| 吉川新田   |          | 明治7年 吉川村     | 吉川村                 | 中洲村 の一部              | 中洲村の一部                 | 中洲村の一部           | 昭和32年3月1日 中主町に編入 | 中主町              | 平成16年10月1日 野洲市 | 野洲市 |
| 菖蒲新田   | 菖蒲新田 | 明治7年 吉川村     | 明治8年 分立 菖蒲村    | 中洲村 の一部              | 中洲村の一部                 | 中洲村の一部           | 昭和32年3月1日 中主町に編入 | 中主町              | 平成16年10月1日 野洲市 | 野洲市 |
| 喜合新田   | 喜合新田 | 明治7年 吉川村     | 明治11年 分立 喜合新田 | 中洲村 の一部              | 中洲村の一部                 | 中洲村の一部           | 昭和32年3月1日 中主町に編入 | 中主町              | 平成16年10月1日 野洲市 | 野洲市 |

## 人口
令和2年国勢調査 (確定値) より前回調査からの人口増減をみると、1.25％増の50,513人であり、増減率は県下19市町村中4位。
| |                                        |  |
| 野洲市と全国の年齢別人口分布（2005年） | 野洲市の年齢・男女別人口分布（2005年） |  |
| ■紫色 ― 野洲市 ■緑色 ― 日本全国 | ■青色 ― 男性 ■赤色 ― 女性              |  |
| 野洲市（に相当する地域）の人口の推移 \| 1970年（昭和45年） \| 26,938人 \| \| \| 1975年（昭和50年） \| 32,513人 \| \| \| 1980年（昭和55年） \| 38,144人 \| \| \| 1985年（昭和60年） \| 42,478人 \| \| \| 1990年（平成2年） \| 43,671人 \| \| \| 1995年（平成7年） \| 45,865人 \| \| \| 2000年（平成12年） \| 48,326人 \| \| \| 2005年（平成17年） \| 49,486人 \| \| \| 2010年（平成22年） \| 49,955人 \| \| \| 2015年（平成27年） \| 49,889人 \| \| \| 2020年（令和2年） \| 50,513人 \| \| |                                        |  |
| 総務省統計局 国勢調査より |                                        |  |
| 1970年（昭和45年） | 26,938人                               |  |
| 1975年（昭和50年） | 32,513人                               |  |
| 1980年（昭和55年） | 38,144人                               |  |
| 1985年（昭和60年） | 42,478人                               |  |
| 1990年（平成2年） | 43,671人                               |  |
| 1995年（平成7年） | 45,865人                               |  |
| 2000年（平成12年） | 48,326人                               |  |
| 2005年（平成17年） | 49,486人                               |  |
| 2010年（平成22年） | 49,955人                               |  |
| 2015年（平成27年） | 49,889人                               |  |
| 2020年（令和2年） | 50,513人                               |  |

## 行政

### 市長
- 櫻本直樹（2024年10月31日就任、1期目）

| 代   | 氏名         | 就任年月日     | 退任年月日     |
| ---- | ------------ | -------------- | -------------- |
| 初代 | 山崎甚右衛門 | 2004年10月31日 | 2008年10月30日 |
| 2代  | 山仲善彰     | 2008年10月31日 | 2020年10月30日 |
| 3代  | 栢木進       | 2020年10月31日 | 2024年10月30日 |
| 4代  | 櫻本直樹     | 2024年10月31日 | 現職           |

### 広域行政
- 湖南広域行政組合

消防、第二次救急医療、屎尿処理を行う。構成は野洲市、守山市、草津市、栗東市。野洲市は消防に関しては東消防署の管轄となる。
- 野洲川斎苑

守山市と野洲市による守山野洲行政事務組合により運営されている火葬場。

### 特色ある政策
- 2016年10月1日より野洲市くらし支えあい条例を制定し、訪問販売を行う業者を登録制とし規制を設けている。

## 議会

### 衆議院
- 選挙区：滋賀3区（草津市、守山市、栗東市、野洲市）
- 任期：2021年10月31日 - 2025年10月30日
- 当日有権者数：274,521人
- 投票率：57.43％

| 当落 | 候補者名 | 年齢 | 所属党派     | 新旧別 | 得票数   | 重複 |
| ---- | -------- | ---- | ------------ | ------ | -------- | ---- |
| 当   | 武村展英 | 49   | 自由民主党   | 前     | 81,888票 | ○    |
|      | 直山仁   | 49   | 日本維新の会 | 新     | 41,593票 | ○    |
|      | 佐藤耕平 | 39   | 日本共産党   | 新     | 20,423票 |      |
|      | 高井崇志 | 52   | れいわ新選組 | 前     | 11,227票 | ○    |

## 姉妹都市・友好都市

### 海外
- クリントン・タウンシップ（アメリカ ミシガン州）
  - 1993年8月2日 姉妹都市提携

姉妹都市のクリントン・タウンシップ（米国ミシガン州）と市民交流を行っている。ホームステイを通して、観光旅行では体験出来ないアメリカ・日本、それぞれの「日常生活」を体験してもらうことが目的。使節団の派遣（偶数年）・アメリカからの受入（奇数年）。アメリカでは「折り紙」「書道」「そろばん」「浴衣」などを使節団それぞれが担当して市民向けに日本の伝統文化を紹介し、ホストファミリーだけでなく市民との交流の場としている。また、使節団来日時には市内の幼稚園や小学校を訪問し子どもたちとも交流。野洲図書館の玄関にある銅像「Sisters」はクリントンタウンシップの市民からの寄贈（姉妹都市交流10周年を記念）。野洲図書館には「姉妹都市コーナー」があり、姉妹都市交流プログラム参加者の感想文集やミシガンの写真集、アメリカの小学校教科書などがある。

## 施設

### 医療
主な病院
- 野洲市民病院 - 2026年度開院予定。
- 市立野洲病院
- 医療法人周行会湖南病院

## 教育

### 高等専門学校
- 滋賀県立高等専門学校（野洲市市三宅） - 2028年度開校予定[4]

### 高等学校
- 滋賀県立野洲高等学校（野洲市行畑）

### 中学校
- 野洲市立野洲北中学校（野洲市永原）
- 野洲市立野洲中学校（野洲市小篠原）
- 野洲市立中主中学校（野洲市六条）

### 小学校
- 野洲市立篠原小学校（野洲市大篠原）
- 野洲市立祇王小学校（野洲市上屋）
- 野洲市立北野小学校（野洲市市三宅）
- 野洲市立野洲小学校（野洲市小篠原）
- 野洲市立三上小学校（野洲市三上）
- 野洲市立中主小学校（野洲市西河原）

### 幼児教育

#### 幼稚園
公立
- 中主幼稚園（野洲市吉池）
- 野洲幼稚園（野洲市小篠原）
- ゆきはた幼稚園(こども園)（野洲市行畑）
- さくらばさま幼稚園(こども園)（野洲市小篠原）
- 三上幼稚園(こども園)（野洲市三上）
- 祇王幼稚園（野洲市永原）
- 篠原幼稚園(こども園)（野洲市大篠原）
- 北野幼稚園（野洲市市三宅）

私立
- 野洲優愛保育園モンチ(認定こども園)（野洲市小篠原）

#### 保育園
公立
- ゆきはた保育園(こども園)（野洲市行畑）
- さくらばさま保育園(こども園)（野洲市小篠原）
- 篠原保育園(こども園)（野洲市大篠原）
- 三上保育園(こども園)（野洲市三上）
- 野洲第三保育園（野洲市小篠原）

私立
- 祇王明照保育園（野洲市永原）
- あやめ保育所
  - 本園（野洲市小比江）
  - よしじ分園（野洲市吉地)
  - こしのはら分園（野洲市小篠原）
- きたの保育園（野洲市市三宅）
- しみんふくし保育の家 竹が丘（野洲市竹ヶ丘）
- 認定こども園 野洲優愛保育園モンチ（野洲市小篠原）

### その他
- 社会福祉法人びわこ学園（野洲市北桜）
- 滋賀県立野洲養護学校（野洲市小南）

## 経済

### 第一次産業

#### 漁業
主な漁港
- 菖蒲漁港
- 吉川漁港

### 第三次産業

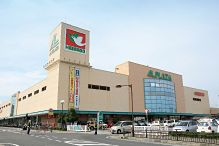
アル・プラザ野洲

#### 商業
主な商業施設
- アル・プラザ野洲
- アクロスプラザ野洲 - 西友などが入居する複合施設[5]。
- 西友野洲店 - アクロスプラザ野洲の核店舗[6]。
- イオンタウン野洲
- 魚忠ママセンター
- フレンドマート中主店
- マルゼン野洲店
- 野洲駅前南口整備事業 Bブロック（2029年供用開始予定）

### 拠点を置く企業
- アサヒビールモルト
- アサヒロジ
- アキレス
- オムロン
- オリベスト
- オーケーエム
- クオリテックファーマ
- クラスアップ
- シライ電子工業
- ジェリフ（旧・野洲化学工業）
- テクノスマート
- テクノ高布
- ナイスプレカット
- パールライス滋賀
- ヒラカワ
- ピー・アンド・ジー - P&Gジャパンの関連会社。かつてはマックスファクター滋賀工場があった。
- ローム
- ライトケミカル工業
- わらべや日洋食品
- 近江OFT
- 京セラ - かつての日本IBM野洲事業所（※京セラへ売却するため、2007年7月閉鎖）。
- 金陽社
- 鴻池運輸
- 中国塗料
- 長府製作所
- 東洋産業
- 日本発条
- 日本電気硝子
- 日本通運
- 日野精機
- 平和堂ファーム
- 平田機工
- 村田製作所
- 来来亭 本社
- SCREENホールディングス
- JA全農
- MMIセミコンダクター
- MOLDINO
- YMIT

### 金融機関

#### 銀行
有人店舗有り
- 滋賀銀行
- 関西みらい銀行（旧びわこ銀行・旧関西アーバン銀行）
- ゆうちょ銀行
- 京都銀行

店舗外ATMのみ
- 池田泉州銀行
- りそな銀行
- 三井住友銀行

#### 協同組織金融機関
有人店舗有り
- 滋賀中央信用金庫（旧近江八幡信用金庫）
- 京都信用金庫
- 京都中央信用金庫

#### 農協・生協
- レーク滋賀農業協同組合（JAレーク滋賀）［旧JAおうみ冨士］

## 交通

### 鉄道

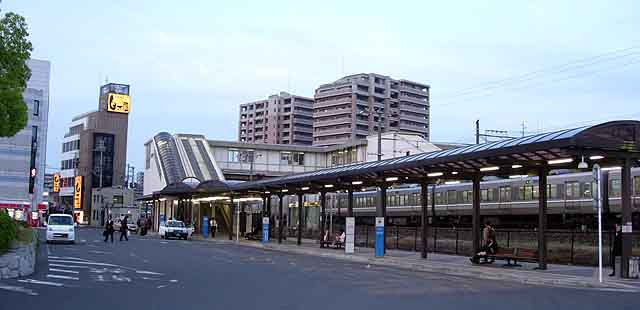
野洲駅北口（2009年4月）

野洲駅は新快速が停車し、当市の中心駅となる。新快速を利用した場合、京都駅まで約30分、大阪駅まで約60分で到達する。
JR西日本
- 琵琶湖線（東海道本線）：（至守山駅）← 野洲駅 →（至篠原駅）

### バス
- 近江鉄道バス
- 滋賀バス
- 野洲市コミュニティバス（愛称・おのりやす）

### 道路

#### 一般国道
- 国道8号
- 国道477号

#### 主要地方道
- 滋賀県道2号大津能登川長浜線
- 滋賀県道11号守山栗東線（レインボーロード）
- 滋賀県道26号大津守山近江八幡線（浜街道）
- 滋賀県道27号野洲甲西線
- 滋賀県道32号野洲中主線
- 滋賀県道48号近江八幡守山線

#### 一般県道
- 滋賀県道150号野洲停車場線
- 滋賀県道151号守山中主線
- 滋賀県道155号木部野洲線
- 滋賀県道158号安養寺入町線
- 滋賀県道324号希望が丘文化公園北線
- 滋賀県道325号希望が丘文化公園南線
- 滋賀県道504号小島野洲線
- 滋賀県道519号菖蒲線
- 滋賀県道559号近江八幡大津線（湖岸道路＝さざなみ街道）

## 名所・旧跡・観光スポット・祭事・催事

### 自然・公園・レジャー
- 琵琶湖
- 三上山
- 野洲川
- 野洲川河川公園
- 滋賀県希望が丘文化公園
- 近江富士花緑公園
- ビワコマイアミランド - 日帰り利用をメインとした施設[7]。マイアミ浜オートキャンプ場に隣接[7]。
- マイアミ浜オートキャンプ場 - 前身はマイアミ浜・あやめ浜の各水泳場であった[8]。
- 吉川緑地公園

### 博物館・ホール
- 銅鐸博物館（野洲市歴史民俗博物館）
- 野洲川田園空間博物館

### 社寺・旧跡
- 平家終焉の地（大篠原 蛙鳴かずの池・宗盛胴塚） - 源義経元服の地は隣接する竜王町にあるが、約500 mと近い。
- 御上神社 - 国宝・重要文化財
- 大笹原神社 - 国宝
- 兵主大社
- 近松宗家 - 浅野長政の家臣として福井から従った一族。赤穂浪士の近松行幸の家督。京都にある近松門左衛門の係累の本家 大津市の近松寺は園城寺（三井寺）の別所にして、縁が深い。
- 真宗木辺派本山錦織寺
- 大岩山古墳群

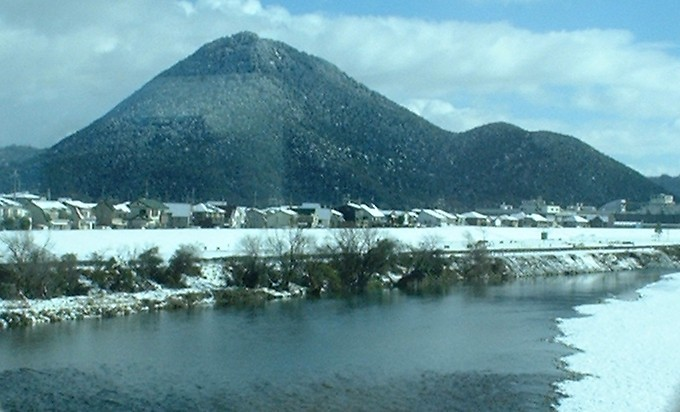
三上山と野洲川
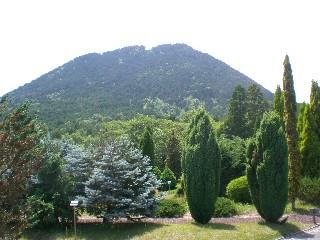
花緑公園から三上山を望む
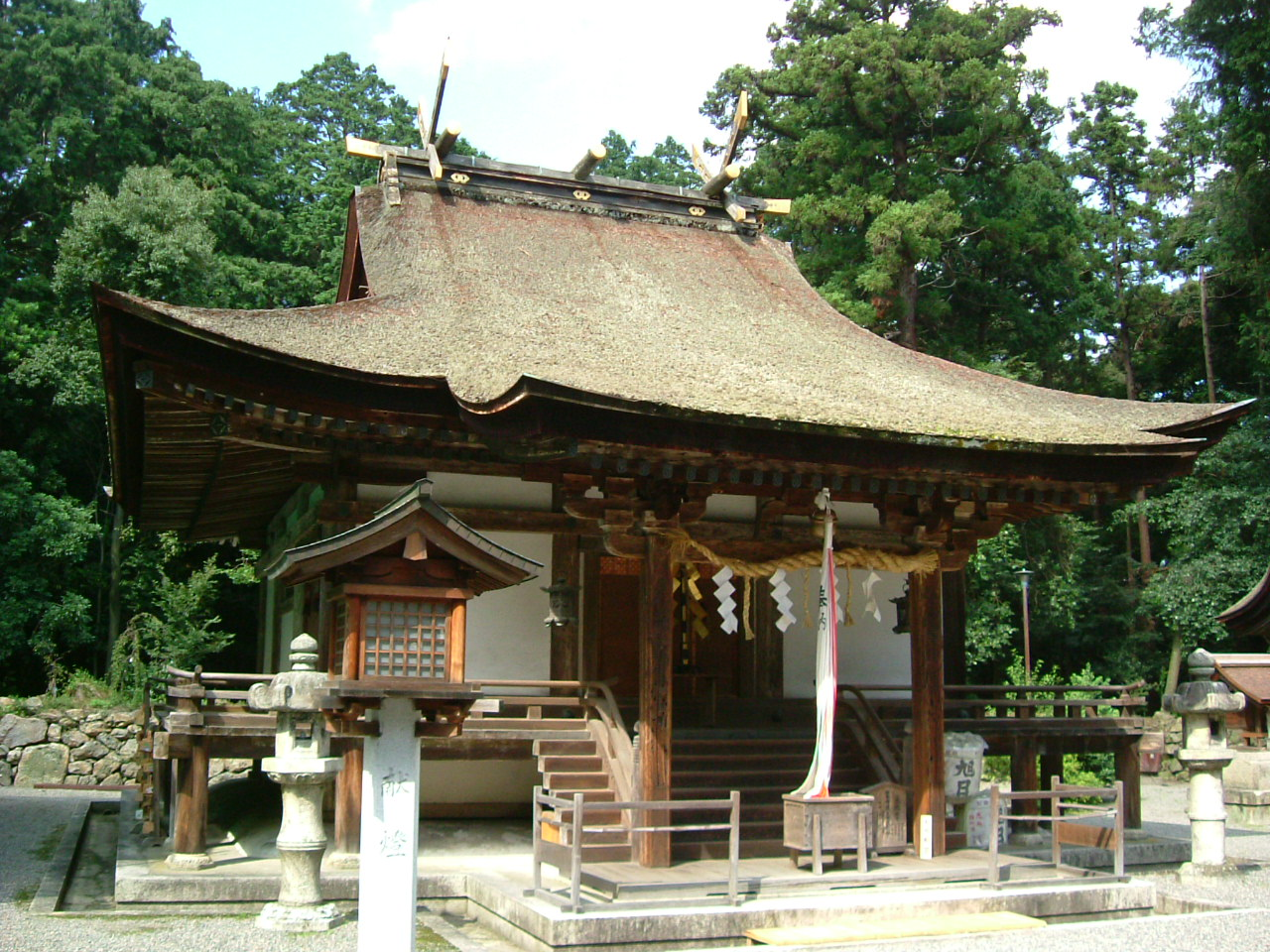
御上神社
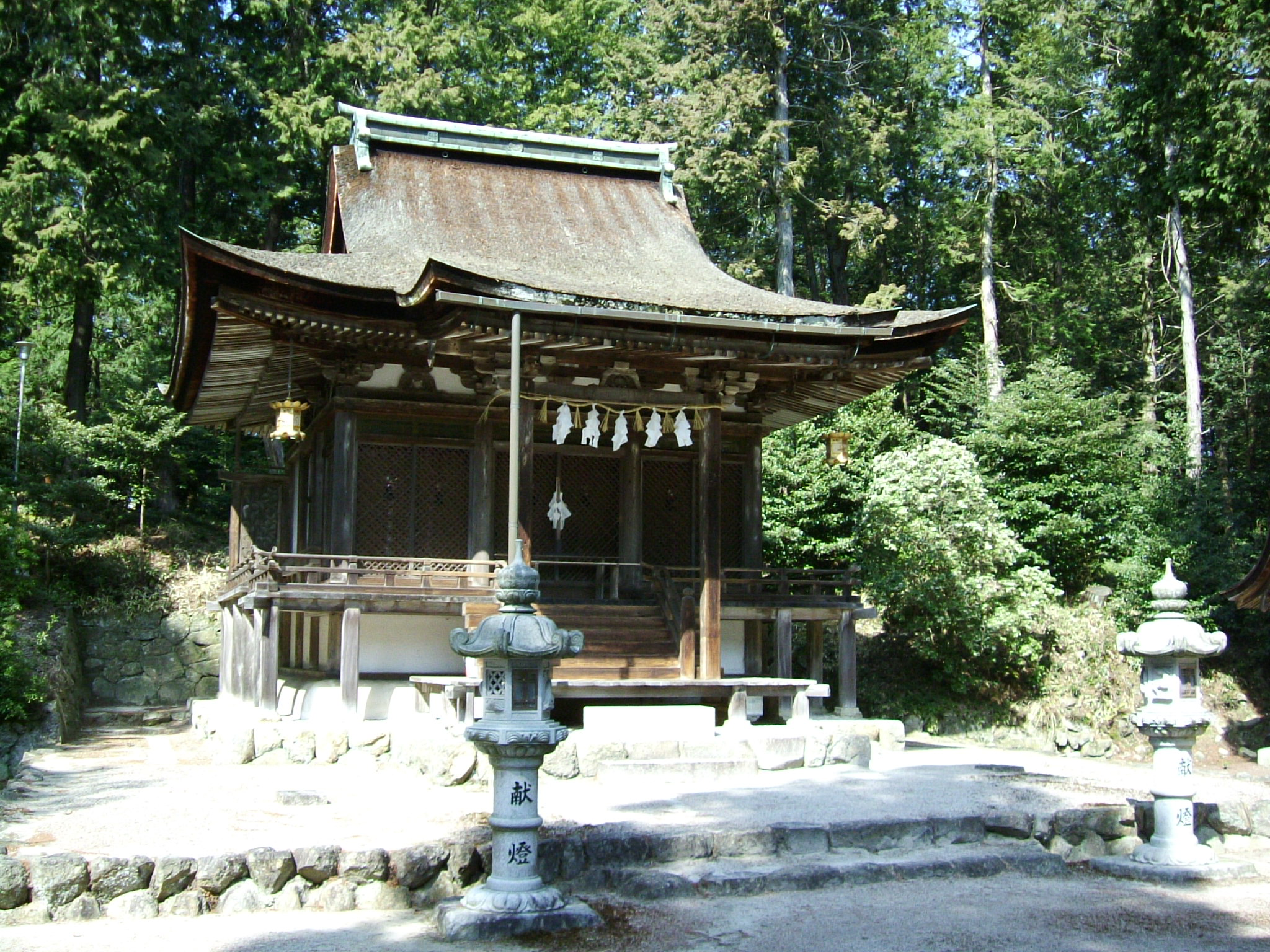
大笹原神社
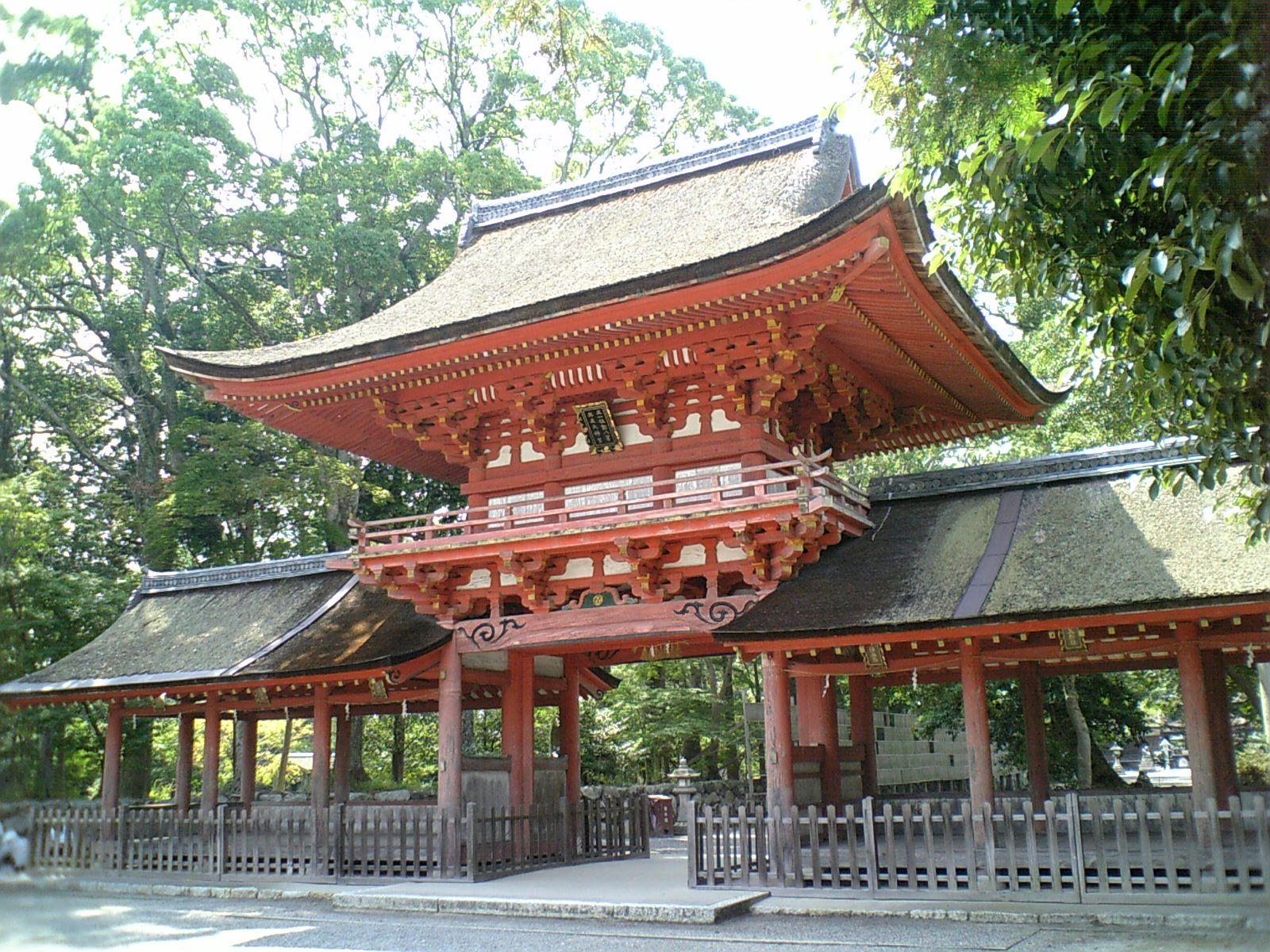
兵主大社楼門
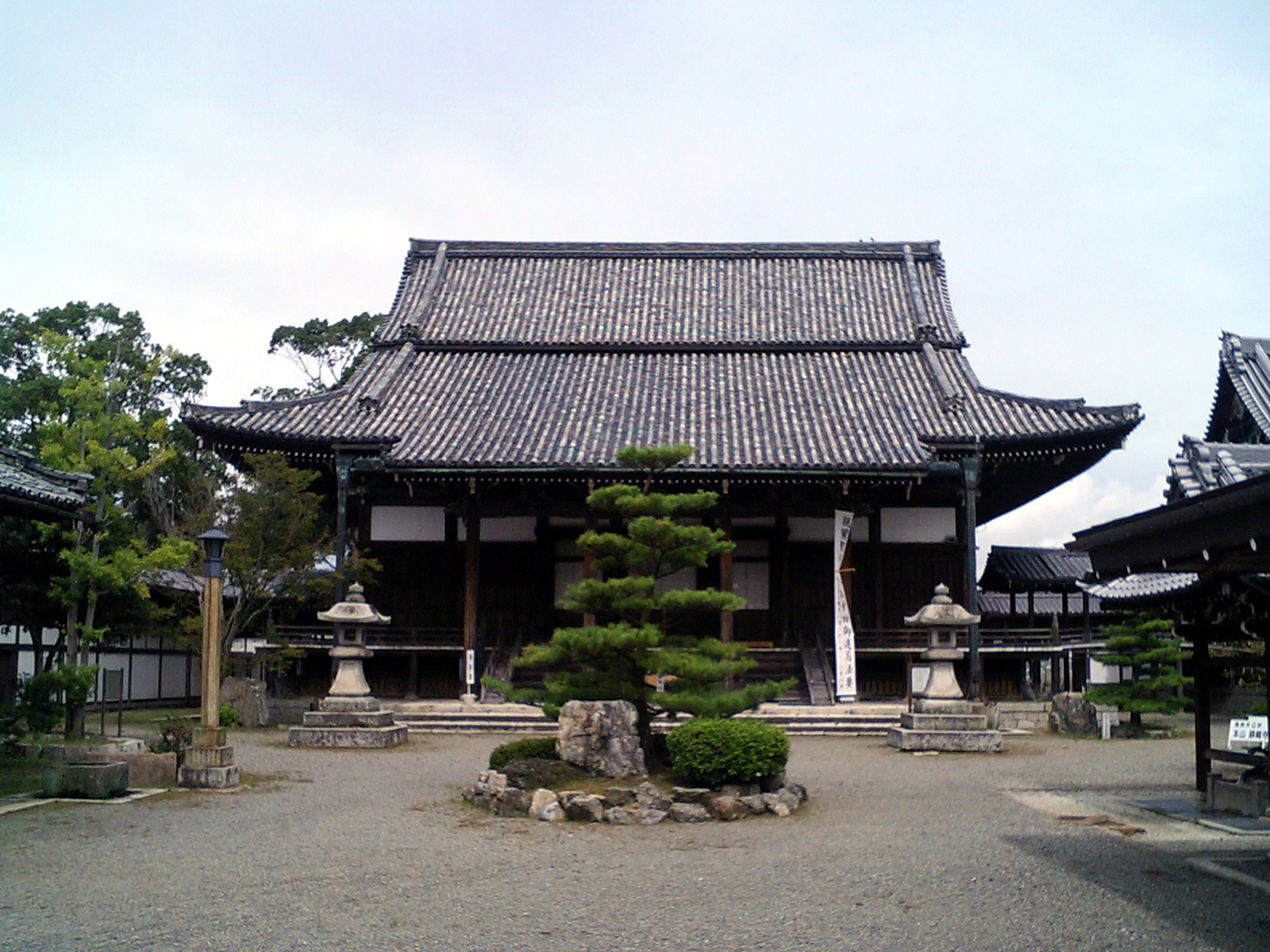
錦織寺
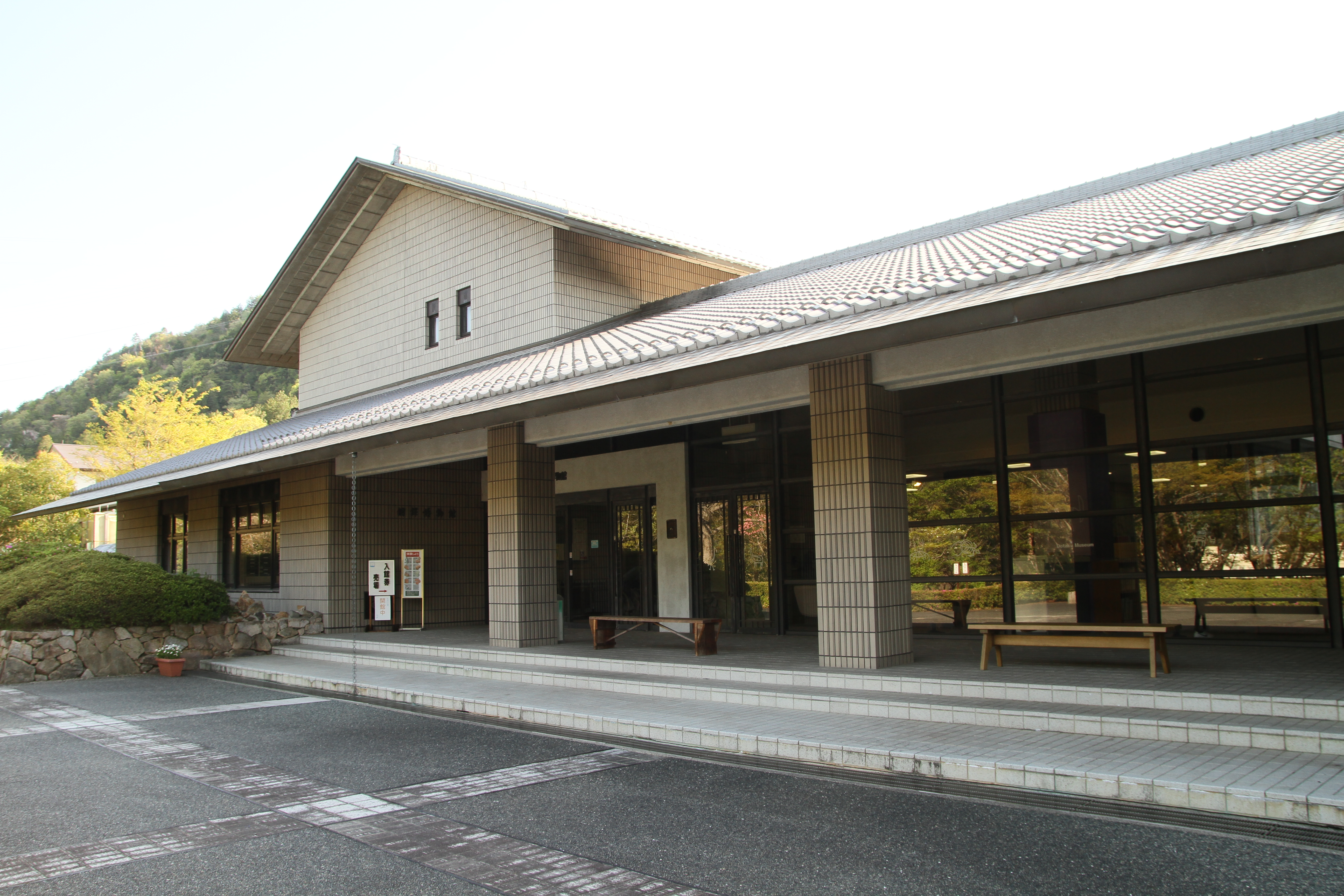
銅鐸博物館（野洲市歴史民俗博物館）

### 祭り
- 野洲川大花火大会 - 毎年7月中旬に野洲川の中州にて開催される花火大会であり、（対岸の）栗東市との合同開催である。打ち上げ数は約1,000発[9]。

### みやげ物
- めんたいパークびわ湖
- ちゅうずドリームファーム

## 体育施設
- 野洲川歴史公園サッカー場（ビッグレイク）
- 野洲市総合体育館
- 野洲市健康スポーツセンター（サンネス）
- 滋賀県希望が丘文化公園
- 野洲市中主B&G海洋センター

## 劇場
- 野洲文化ホール（シライシアター野洲） - 命名権取得により、2019年（令和元年）12月1日から愛称を制定[10]。

## さざなみホール
（豊積の里総合センター）
- 独創的な建築物で有名の建築家・黒川紀章氏（黒川紀章建築都市設計事務所）の設計によるもの。[11][12]

野洲市になる前の中主町時代の1992年7月23日に開業した。
施設は、打放しコンクリートで造られており、施設周りには水が薄らと張ることができたり、特殊な装置を使って波を起こす演出がある。しかし、現在は故障により、行えない。
メインホールは、三角屋根の棟が取り囲む形で造られており、舞台の裏がガラス張りになっている。舞台の奥には長命寺山や八幡山の風景が見られる。収容人数は約500人ほどである。
開館当時のものである照明機器の位置調整は長い竹棒を用いる方法である。
立派などん帳は故障して作動しない。
中主町時代には、保健センターや、図書館が入る複合施設だった。
さざなみホールは施設の老朽化に伴い、2024年12月27日に閉館し、
建物は2025年度中に解体される予定である。閉館後は、野洲文化ホールに集約される。
解体後、は子ども広場として新たに整備される予定。

## 地域の活動グループ
- 野洲市国際協会 YIFA（）

## 出身有名人
- 西川貴教（T.M.Revolution、ミュージシャン）
- 広瀬宰平（財界人、住友財閥初代総理事）旧中主町八夫。
- 伊庭貞剛（財界人、住友財閥二代総理事）旧中主町八夫。
- 北村季吟（俳人・松尾芭蕉の師）
- 間宮くるみ（声優）
- 福永凌太（パラ陸上選手）
- 妓王（平家物語、白拍子）
- 近松行重（赤穂浪士の一人）旧中主町比留田。
- 奥田行高（赤穂浪士の一人、行重の異母弟）
- 木村晟 (国語学者)
- 西川吉輔（語学者、神道家）
- 蔵間竜也（元大相撲力士、タレント）
- 前田雅文（元プロサッカー選手、現サッカー指導者（関西大学サッカー部監督））
- 桜井広大（元プロ野球選手、現独立リーグ指導者）
- 坂本紘司 (元プロサッカー選手)
- 田中雄大 (元プロサッカー選手)
- 高木和道（元プロサッカー選手、元サッカー日本代表）
- 荒堀謙次（元プロサッカー選手）
- 中島依美（女子サッカー選手、元サッカー日本女子代表）
- 北村春吉（数学者、元サッカー日本代表、元大阪市立女子専門学校校長、北村季吟の末裔）
- 馬渕磨理子（経済アナリスト）
- 都家文雄（漫才師）
- 三和英樹（元競輪選手、ソウルオリンピック出場）
- KAREN（LUV K RAFT、ミュージシャン）
- 山本悠樹（プロサッカー選手）